# Acraea pallida
Acraea pallida är en fjärilsart som beskrevs av Le Doux 1923. Acraea pallida ingår i släktet Acraea och familjen praktfjärilar. Inga underarter finns listade i Catalogue of Life.